# Carpe (poisson)
Pour les articles homonymes, voir Carpe.
Taxons concernés
Dans la famille des Cyprinidae :
dans les genres :
- Aristichthys
- Carassius
- Catla
- Cirrhinus
- Cyprinus
- Hypophthalmichthys
- Megalobrama
- Mylopharyngodon
- Ctenopharyngodon

Dans la famille des Lutjanidae :
dans le genre :
- Lutjanus

Dans la famille des Lethrinidae :
dans le genre :
- Lethrinus

Dans la famille des Haemulidae :
dans le genre :
- Pomadasys

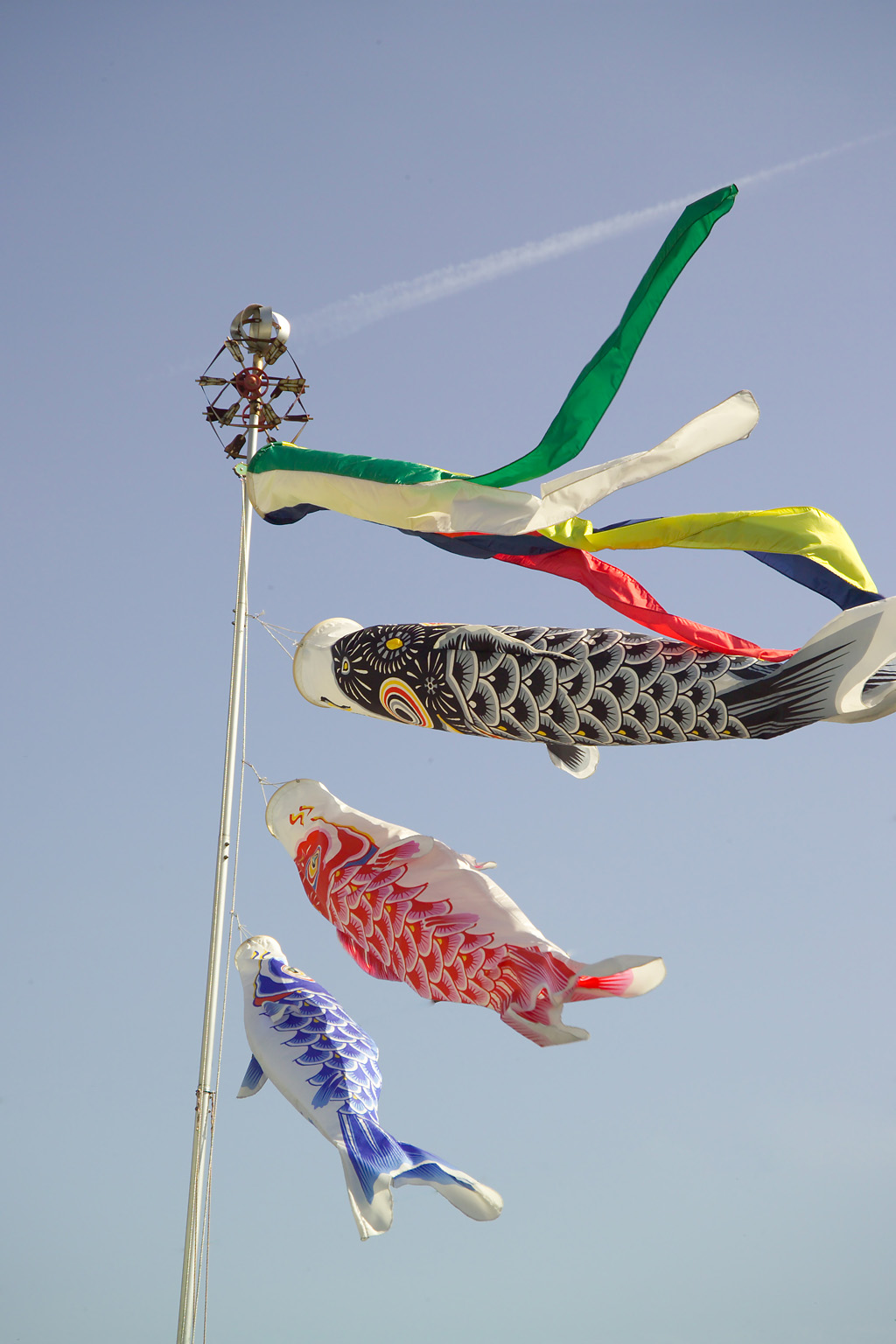
Koi nobori.

Le terme carpe est un nom vernaculaire utilisé pour désigner le plus fréquemment des poissons d'eau douce de la famille des Cyprinidae. Ce nom est ambigu car il peut signifier génériquement l'ensemble de la famille, voire l'ensemble de l'ordre. En France, en Belgique et au Canada, « carpe » associe plus particulièrement la carpe commune. Il n'en est pas de même dans d'autres pays francophones où il décrit aussi d'autres espèces parmi les perciformes comme des Kuhliidae, des Anostomidae, des Cichlidae (des tilapias), et même des poissons de mer, des Lutjanidae aux Seychelles et en Afrique de l'Ouest dont les « carpes rouges ».
Contrairement à de nombreux autres noms vernaculaires de poissons commercialisables, en France en 2010, le terme « carpe » n'est pas protégé ; les commerçants ne sont donc pas tenus de vendre une espèce précise.
Le terme dériverait d'une langue européenne orientale probablement par l'intermédiaire du gotique carpa.
Plusieurs de ces espèces ont été domestiquées.

## Physiologie, comportement et écologie
Les caractéristiques générales des carpes sont celles des poissons de la famille des Cyprinidae, avec des nuances pour chaque espèce : voir les articles détaillés pour plus d'informations sur leur description ou leur mode de vie. La carpe est un poisson omnivore ; elle se nourrit principalement d'algues, de jeunes pousses, d'invertébrés et de débris végétaux, et plus rarement d'alevins. Les carpes amour du fleuve Amour sont purement herbivores au stade adulte.

## Listes d'espèces appelées «carpe»
Note: Certains noms peuvent figurer en double pour faciliter les recherches.
- Carpe - Cyprinus carpio ou Lutjanus fulgens
- Carpe argentée - Hypophthalmichthys molitrix (Amour argenté)
- Carpe asiatique  - voir Carpe de roseau, carpe à grosse tête, carpe argentée et carpe noire
- Carpe blanche - Pomadasys jubelini
- Carpe calori - Plectorhinchus picus
- Carpe de roseau, Amour blanc - Ctenopharyngodon idella( Amour blanc)
- Carpe commune - Cyprinus carpio
- Carpe crique - Leporinus granti
- Carpe cuir - Cyprinus carpio et Cyprinus carpio carpio[9]
- Carpe d'eau douce (Doule de roche, Poisson plat) - Kuhlia rupestris
- Carpe grise - Lethrinus atlanticus
- Carpe à grosse tête - Hypophthalmichthys nobilis
- Carpe gros-yeux - Curimata cyprinoides
- Carpe herbivore - voir Carpe de roseau
- Carpe japonaise - Cyprinus carpio carpio
- Carpe koï - Cyprinus carpio carpio
- Carpe à la lune - Carassius carassius
- Carpe marbrée - Hypophthalmichthys nobilis
- Carpe métis - Pomadasys incisus[10]
- Carpe miroir - Cyprinus carpio carpio
- Carpe à mollusques - voir Carpe noire
- Carpe noire - Mylopharyngodon piceus
- Carpe prussienne - Carassius gibelio
- Carpe de roseau - Ctenopharyngodon idella
- Carpe rouge - Lutjanus agennes ou Lutjanus goreensis
- Carpe de vase - Cirrhinus molitorella
- Carpe de Wuchang - Megalobrama amblycephala

Auxquelles il faut ajouter les carpes indiennes du genre Catla.

## Carpiculture
L'élevage de la carpe est appelé « carpiculture » ou cypriniculture. En termes de quantité, il vient largement en tête parmi toutes les espèces de poissons élevées en pisciculture : en 2006 les quatre espèces les plus couramment élevées sont la carpe argentée (4,4 millions de tonnes), la carpe amour (4,0 millions de tonnes), la carpe commune (3,2 millions de tonnes) et la carpe à grosse tête (2,4 millions de tonnes). La 5e espèce de la liste est aussi un cyprinidé : le carassin commun pour 2,2 millions de tonnes ; le rohu et la catla viennent en septième et huitième positions (1,3 million de tonnes chacun). C'est aussi le second en France en 2003.

## Pêche
La pêche de la carpe est tout d'abord un loisir, apprécié des carpistes. Elle s'effectue toute l'année, en rivière, étangs ou carpodromes. On distingue plusieurs types de pratique de pêche à la carpe :
- La pêche au coup : elle s'effectue avec une longue canne creuse, sans moulinet. Elle consiste à pêcher avec un fil assez fin, les tensions lors des combats étant absorbés par un élastique puissant[15].
- La pêche à la posée : c'est la pratique de la pêche à la carpe la plus répandue. Elle s'effectue au lancer, avec une canne et moulinet.
- La pêche au feeder : c'est une pêche plus polyvalente, car elle ne se limite pas à la pêche de la carpe, mais aux poissons blancs en général. Le plomb est remplacé par une cage feeder, que l'on remplit d'amorce.

La pratique de la pêche à la carpe se veut respectueuse du poisson. Les carpistes suivent la philosophie du no-kill, importée des États-Unis au début des années 2000. Pour ceci, un des outils primordiaux du pêcheur est le tapis de réception.

## Symbolique
Dans la culture chinoise, la carpe qui toujours tente de remonter le courant des fleuves, représente la persévérance mais aussi la réussite sur le plan social et aux examens. Notamment, les salles d'étude des garçons dans les maisons chinoises étaient décorées d'une peinture de carpe.
Dans les expressions courantes on trouve « muet comme une carpe », « saut de carpe ».
Elle a donné son nom à un outil : la langue-de-carpe, utilisé par plusieurs corps de métiers passés et présents (dentistes, menuisiers-charpentiers, arquebusiers...) ; et à un champignon, le meunier.

### Héraldique

Chalou-Moulineux (Essonne).
Huelgoat (Finistère).
Burträsks landskommun (Suède).
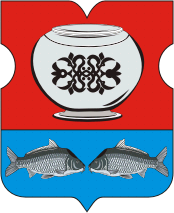
Brateevo (Moscou - Russie).
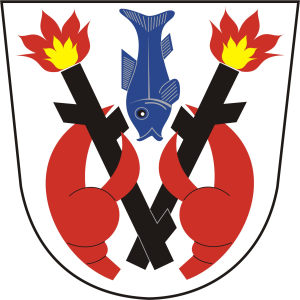
Bohuslavice (Šumperk, République tchèque).
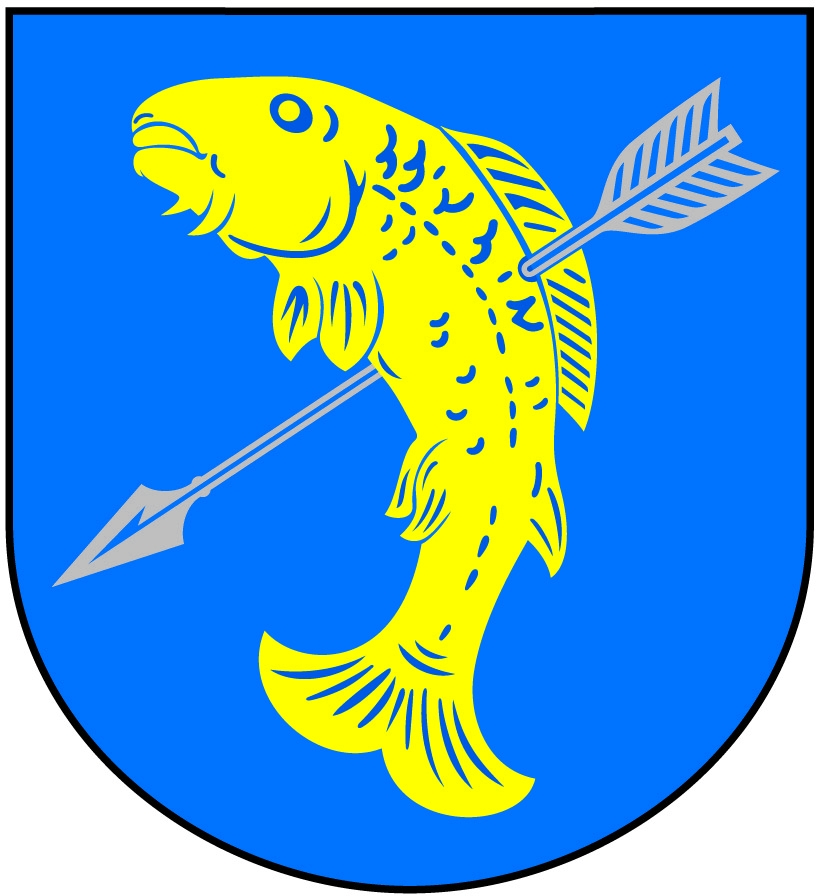
Častolovice (République tchèque).
Adelsdorf (Allemagne).
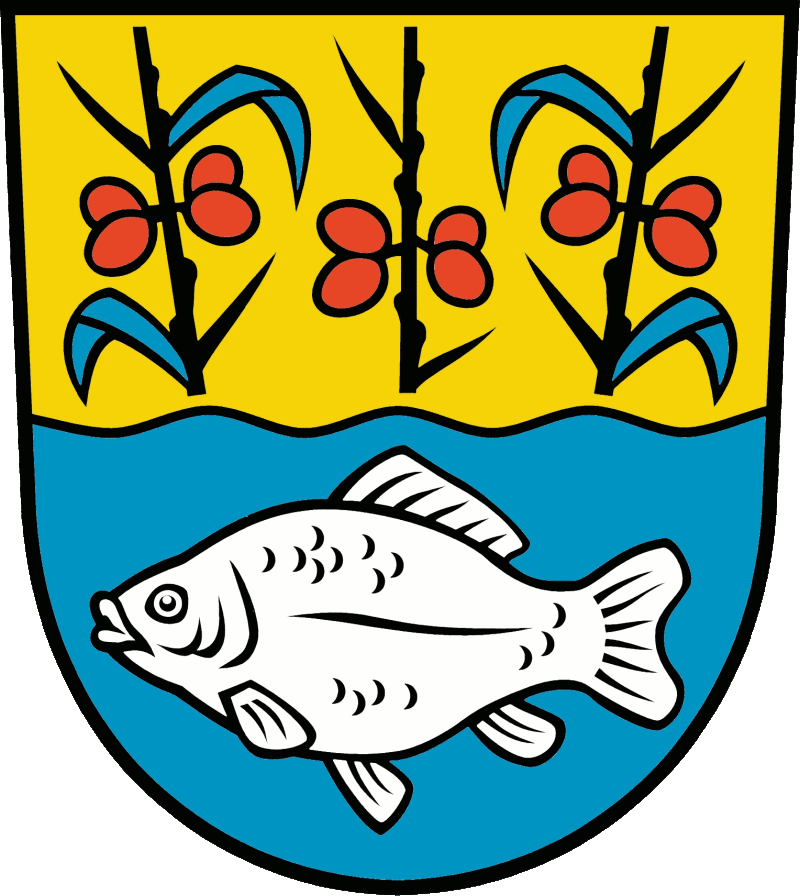
Brieskow-Finkenheerd (Allemagne).
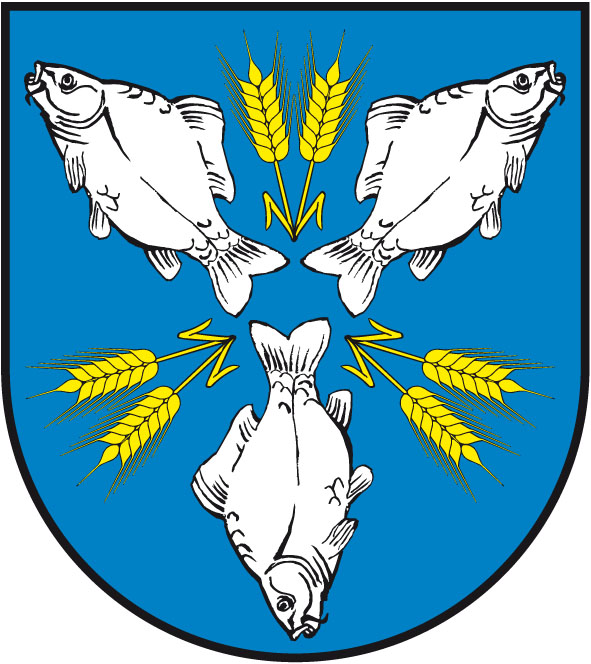
Deetz (Allemagne).
Heilshoop (Allemagne).
Mühlenrade (Allemagne).
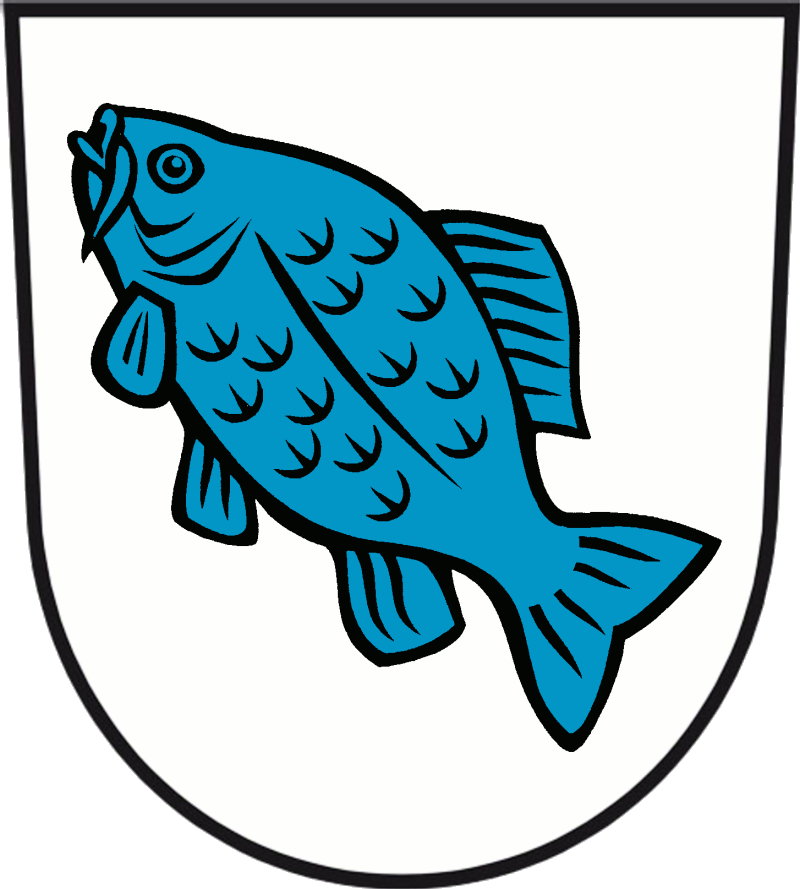
Nauen (Allemagne).
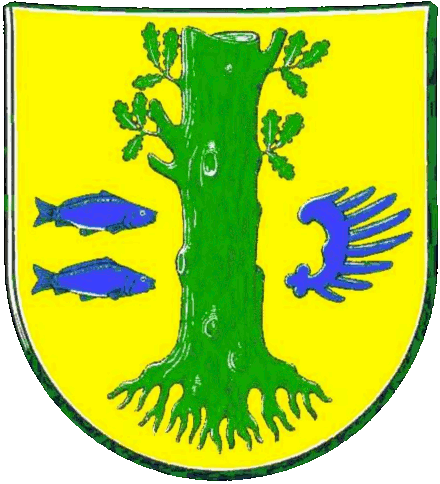
Amt Nortorfer Land (Allemagne).
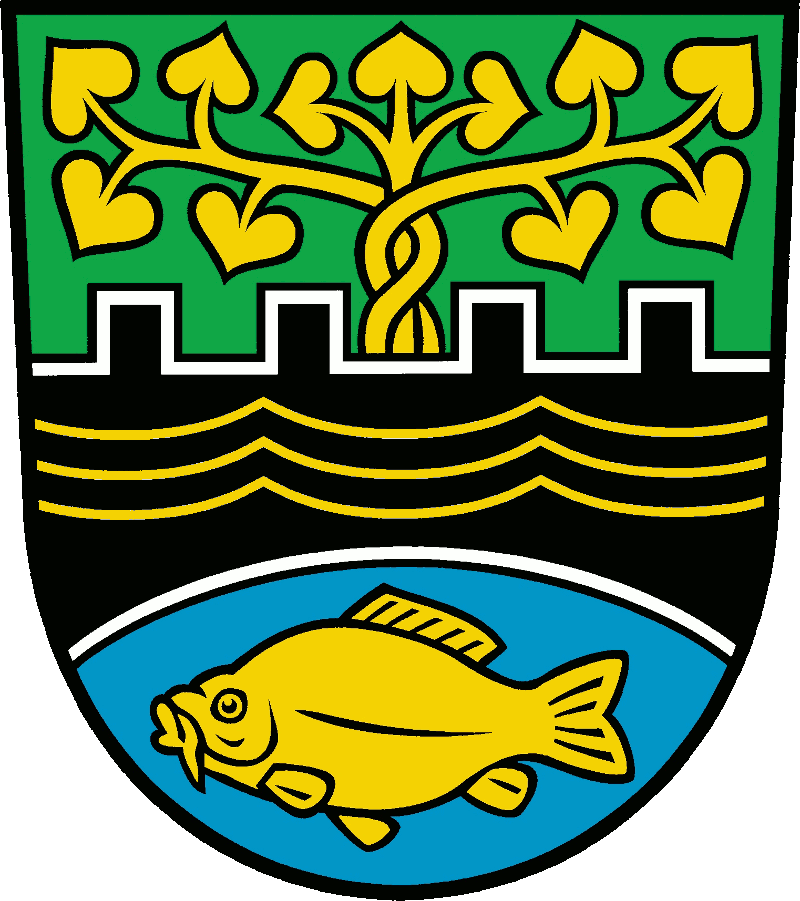
Amt Peitz (en) (Allemagne).
Reinfeld (Holstein) (Allemagne).
Schwarzenfeld (Allemagne).
Teupitz (Allemagne).
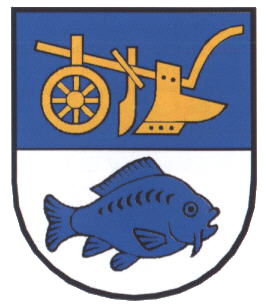
Tömmelsdorf (Allemagne).
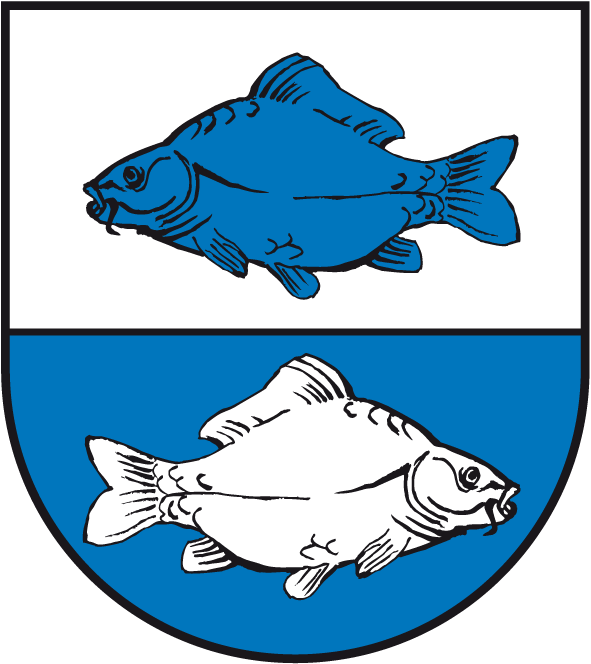
Wallendorf (Luppe) (Allemagne).
Westerau (Allemagne).

### Calendrier républicain
- La carpe vit son nom attribué au 25e jour du mois de floréal du calendrier républicain[21] , généralement chaque 14 mai du calendrier grégorien.